# Danh sách trình diễn trực tiếp của Madonna
Dưới đây là danh sách các chuyến lưu diễn vòng quanh thế giới của nữ hoàng nhạc Pop Madonna.

## Các chuyến lưu diễn vòng quanh thế giới
| Năm  | Tên chuyến lưu diễn   |
| ---- | --------------------- |
| 1985 | The Virgin Tour       |
| 1987 | Who's That Girl Tour  |
| 1990 | Blond Ambition Tour   |
| 1993 | The Girlie Show       |
| 2001 | Drowned World Tour    |
| 2004 | The Re-Invention Tour |
| 2006 | Confessions Tour      |
| 2008 | Sticky & Sweet Tour   |
| 2012 | The MDNA Tour         |
| 2015 | The Rebel Heart Tour  |
| 2019 | Madame X Tour         |
| 2024 | The Celebration Tour  |

## Các buổi hòa nhạc đáng chú ý
| Năm  | Tên buổi hòa nhạc                      |
| ---- | -------------------------------------- |
| 1985 | Live Aid: 20 Years Ago Today           |
| 2005 | Live 8 - One Day One Concert One World |
| 2007 | Live Earth - London                    |

## Hình ảnh

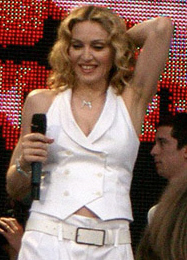
Live 8.